# Solo argiloso

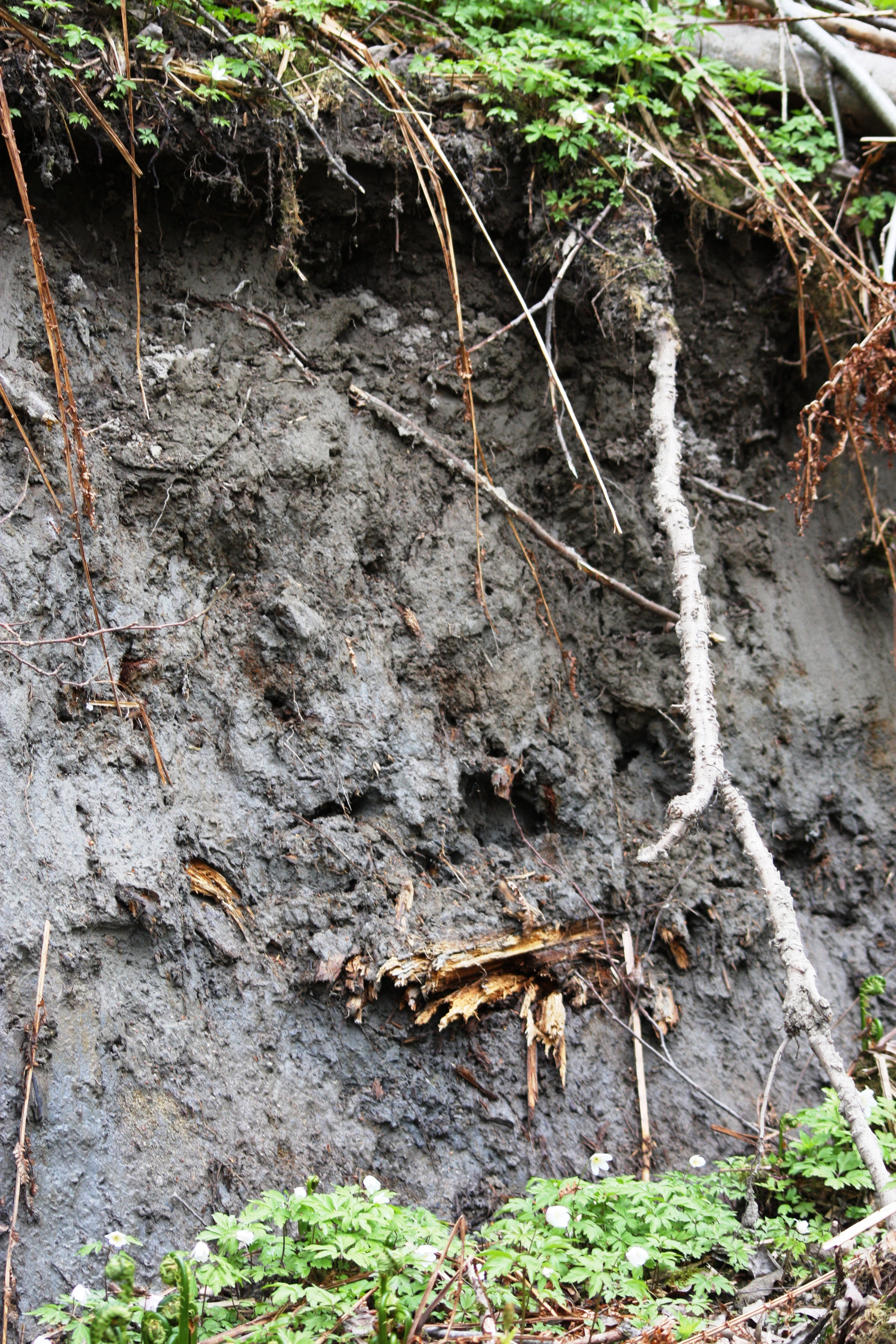
Um exemplo de solo argiloso na Noruega

O solo argiloso possui mais de 45% de argila na sua composição de grãos. Esse tipo de solo possui partículas muito pequenas (microporos). Como os espaços entre os grãos (os poros), também são muito pequenos, eles retêm mais água. Assim, o solo argiloso costuma ficar encharcado após uma chuva, o que melhora o seu manuseio.
Quando está seco e compacto, sua porosidade diminui ainda mais, tornando-o duro e ainda menos arejado. Possui consistência fina e é impermeável a água e a todos os outros líquidos. É bom para agricultura[carece de fontes?], também é muito utilizado como matéria-prima para fabricação de utensílios, cerâmicas, objetos de arte e adornos, assim como para construção por meio de telhas, tijolos cerâmicos, adobes, parede de pau a pique e taipa de pilão.
A argila tem grãos menores de 0,002 mm.